# Idiops madrasensis
Idiops madrasensis är en spindelart som först beskrevs av Benoy Krishna Tikader 1977.  Idiops madrasensis ingår i släktet Idiops och familjen Idiopidae. Inga underarter finns listade i Catalogue of Life.